# Crème brûlée

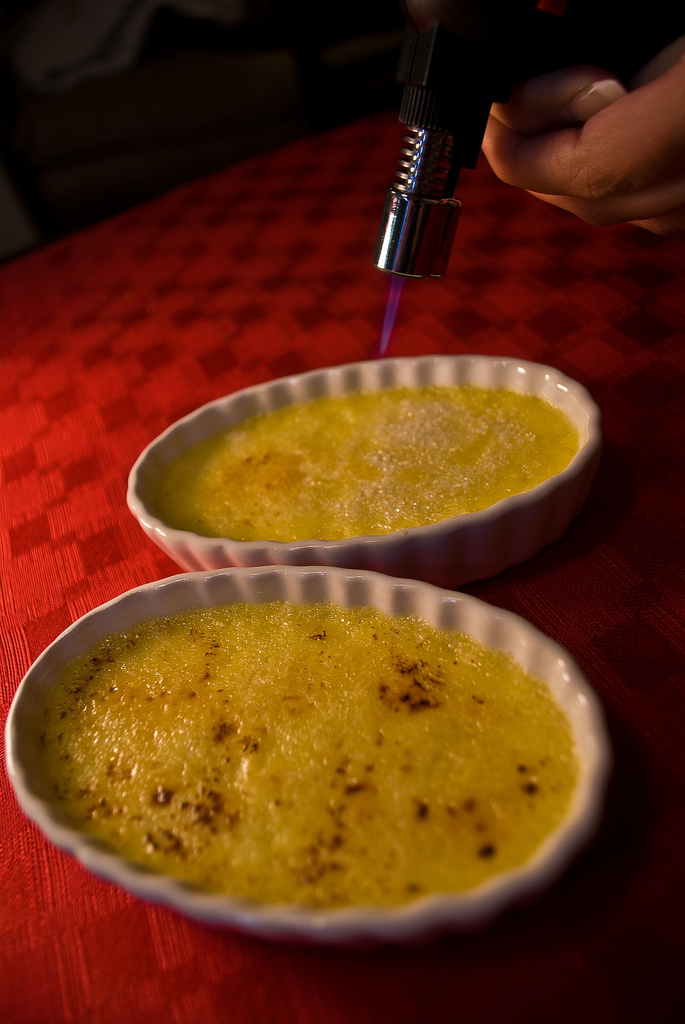
Caramellizzazione con l’apposito cannello

La crème brûlée o crema bruciata è una crema formata da una base di crema inglese cotta e sormontata da una sfoglia croccante di zucchero caramellato. La crema inglese utilizzata è completamente a base di panna liquida anziché di latte e, a differenza della crema pasticcera, non contiene alcun tipo di amido.

## Storia
La prima ricetta documentata di crème brûlée risale a un libro di cucina francese del 1691. Nonostante il nome, pare che sia d'origine inglese, essendo, un vecchio nome per la ricetta, «crema inglese» (crème anglaise). In inglese questo dolce si chiama burnt cream, cioè «crema bruciata». In Inghilterra questo dolce ha un'associazione forte e tradizionale con il Trinity College di Cambridge dove fin dal 1879 vige l'usanza di preparare la crème brûlée imprimendo lo stemma della scuola nella sua parte superiore con l'ausilio di un apposito ferro arroventato.

## Crème brûlée e crema catalana
La principale differenza fra la crema catalana e la crème brûlée sta nel fatto che, mentre la prima viene preparata sul fornello, la crème brûlée va fatta cuocere in forno a bagnomaria. Inoltre nella preparazione della crema catalana non è previsto l'uso della panna, bensì del latte intero con percentuale grassa del 3,5%.